# António da Costa Lelan
António da Costa Lelan ist ein Politiker und Lehrer aus Oe-Cusse Ambeno, Osttimor.
Ab 1984 wechselte Lelan, der bisher als Lehrer gearbeitet hatte, in die Politik. 2001 wurde er mit 8207 Stimmen (36,06 %) als Direktkandidat für seinen Heimatdistrikt Oe-Cusse Ambeno in die verfassunggebende Versammlung Osttimors gewählt, aus der 2002 das Nationalparlament wurde. Lelan war der einzige parteilose Abgeordnete im Parlament und blieb bis zum Ende der Legislaturperiode 2007.